# Rasga Coração
Rasga coração é uma peça teatral brasileira, escrita por Oduvaldo Vianna Filho entre 1972 e 1974. Seu título é uma referência à música homônima de Anacleto de Medeiros (1896), que em 1912 recebeu letra do poeta Catulo da Paixão Cearense. A música é cantada em vários momentos da peça.
Foi o último texto teatral do ator, diretor e dramaturgo brasileiro Vianinha, integrante do Teatro de Arena de São Paulo. O dramaturgo terminou de escrever Rasga Coração pouco antes de morrer vitimado por um câncer pulmonar, aos 38 anos, em 1974. Depois de anos sob censura durante o regime militar de 1964, Rasga Coração foi finalmente liberada e estreou em Curitiba, no Teatro Guaíra em 1979, depois seguiu para  o Teatro Vila-Lobos, no Rio de Janeiro na década de 1980, encenada pelo diretor José Renato Pécora, também integrante e fundador do Teatro de Arena de São Paulo, com elenco formado principalmente por atores da Geração dos anos 1970 da Escola de Teatro da UNIRIO como Vera Holtz, entre outros colegas e protagonizada por Raul Cortez.